# Reseda bucharica
Reseda bucharica är en resedaväxtart som beskrevs av Litw. Reseda bucharica ingår i släktet resedor, och familjen resedaväxter. Inga underarter finns listade i Catalogue of Life.